# Джуксте (остановочный пункт)
Джу́ксте (латыш. Džūkste) — железнодорожный остановочный пункт на линии Тукумс II — Елгава, на территории Джукстской волости Тукумского края Латвии, между станцией Слампе и платформой Апшупе. После закрытия маршрута Рига — Елгава — Вентспилс в 1998 году остановочный пункт более не используется. Платформа располагалась неподалёку от железнодорожного переезда дороги V1450 Лестене — Джуксте — Ланцениеки.

## История
Станция Джуксте была открыта 15 марта 1930 года. Пассажирское здание построено в 1932 году и сохранилось в первозданном виде по сей день (2016 год). Также сохранились пассажирский павильон и складская постройка. Джуксте использовался как разъезд вплоть до 1960-х гг, когда был демонтирован второй путь. В районе переезда в годы Второй мировой войны имелось ответвление рокадной линии Берзупе — Джуксте, построенное в сентябре 1944 года и просуществовавшее всего несколько месяцев. 